# 公子弘
公子弘（こうしこう、生没年不詳）は、中国春秋時代の秦の公子。姓は嬴。秦の穆公と穆姫のあいだの子であり、秦の康公の弟にあたる。晋の献公の外孫であり、晋の恵公・文公の外甥にあたる。

## 生涯
韓原の戦いにおいて秦が晋の恵公を捕虜とすると、公子縶は、恵公を殺害すべきであると建議した。穆姫は、太子罃（後の康公）・公子弘・簡璧を連れ立ち、焼身自殺して穆公を諌めようとし、秦と晋の関係を再考させた。最終的に、穆公は、恵公を釈放した。